# Richard Roma
Richard Roma es un personaje ficticio de la obra de teatro Glengarry Glen Ross de 1983 de David Mamet y su adaptación cinematográfica de 1992. Roma ha sido interpretado por una variedad de actores, incluidos Joe Mantegna, Al Pacino y Liev Schreiber, aunque el papel fue interpretado por primera vez por Jack Shepherd.
Los actores que interpretaron a Roma han ganado y han sido nominados a múltiples premios teatrales: tanto Mantegna como Schreiber recibieron un Premio Tony al mejor actor de reparto en una obra de teatro por sus actuaciones, mientras que Shepherd ganó un Premio Laurence Olivier al mejor actor. En el cine, Pacino recibió nominaciones tanto para el Óscar al mejor actor de reparto como para el Globo de Oro al mejor actor de reparto.

## Concepción del personaje
Roma, junto con el resto de los vendedores de Glengarry Glen Ross, fue escrito en base a las experiencias previas del dramaturgo David Mamet vendiendo bienes raíces «sin valor» en Arizona desde una oficina en Chicago. Mamet describió el colorido diálogo utilizado por el personaje —también descrito como «siguiendo los pasos de Muerte de un viajante de Arthur Miller»— como influenciado por conversaciones escuchadas por casualidad y jerga callejera. Es de ascendencia italiana.

## Trama
Richard Roma es un vendedor de bienes raíces exitoso y despiadado que deriva su éxito de discursos elocuentes y convincentes, aprovechándose de clientes inseguros con ilusiones de poder y hombría. Durante los eventos de Glengarry Glen Ross, Roma está compitiendo por un premio que se otorgará al mejor «cerrador» de su empresa, ya que acaba de cerrar una gran venta a un hombre llamado Lingk. De la noche a la mañana, la oficina de la empresa es asaltada y se roban pistas inmobiliarias prometedoras. Lingk llega a la oficina durante la investigación, obligado por su esposa a cancelar la compra de un terreno durante su período de reflexión. Roma intenta distraer a Lingk para que no lo haga con la esperanza de que pase este período, atrapando a Lingk en la venta, pero los comentarios bien intencionados del gerente de la empresa, John Williamson, tratando de seguirle el juego, exponen el engaño de Roma y Lingk exige un reembolso en su compra. Furioso, Roma regaña a Williamson frente a toda la oficina y se marcha amenazando con renunciar.

## Recepción

### Personaje
Escribiendo para The New York Times, Mickey Rapkin consideró a Roma como el personaje central de la obra y lo describió como «el vendedor del los vendedores, un tiburón con un traje de piel de tiburón». Mantegna declaró que sentía que Roma no era un personaje «sórdido», sino simplemente un hombre que puede convencer a los clientes de que sigan sus sueños. Al reseñar un reestreno de 2012 en La Jolla Playhouse, Charles McNulty de Los Angeles Times comparó a Roma con una figura tipo Giacomo Casanova y agregó que «cuando Roma se mueve con un posible comprador, es como si estuviera haciendo el amor con ellos». Mark Lawson de The Guardian escribió que Roma es un personaje amoral, considerándolo un «superconversador». En el mismo artículo, Aiden Gillen, que entonces interpretaba al personaje en el Teatro Apollo de Londres, lo describió como un «estúpido con una veta romántica y poética».

### Actuaciones
Las representaciones de Roma han sido a menudo recibidas positivamente por los críticos. La interpretación de Schreiber en la versión de Broadway de 2005 fue descrita como la de «una araña muy astuta» y la interpretación del actor del acento de Chicago fue elogiada por su sutileza. La actuación de Gillen en 2007 como Roma fue descrita como «sudorosa y agresiva con una cualidad dura, parecida a la de un roedor» y la crítica Lyn Gardner de The Guardian encontró la actuación excelente. La interpretación de Manu Narayan de 2012 se describió como «portadora de velocidad» a una producción de «testosterona alta», considerada un punto focal rítmico y efectivo en la obra. Al reseñar la versión cinematográfica de 1992, Roger Ebert elogió la actuación de Pacino y escribió: «cualquier niño puede interpretar a un héroe de guerra. Pero se necesita un hombre de verdad para interpretar a un vendedor de bienes raíces destrozado».

### Premios
La actuación original de Shepherd como Roma le valió al actor un Premio Laurence Olivier al mejor actor en 1983. En Broadway, tanto Mantegna como Schreiber ganaron el Premio Tony al mejor actor de reparto en una obra de teatro interpretando a Roma, Mantegna en la 38.ª edición de los premios en 1984 y Schreiber en la 59.ª edición de los premios en 2005. El papel de Pacino en la adaptación cinematográfica le valió varias nominaciones a premios, incluido el Óscar al mejor actor de reparto y el Globo de Oro al mejor actor de reparto, perdiendo en ambas ocasiones ante Gene Hackman por Unforgiven.